# Microstylum bromleyi
Microstylum bromleyi là một loài ruồi trong họ Asilidae. Microstylum bromleyi được Timon-David miêu tả năm 1952. Loài này phân bố ở vùng nhiệt đới châu Phi.